# 張祐 (南朝宋)
張祐（?—?），南北朝刘宋官员，高平郡（今山东省微山县西北）人。
張祐祖父張湛，晋孝武帝时代，以才学担任中书侍郎，光祿勳。张祐历任临安（今浙江省杭州市临安区）县令、武康（今浙江省德清县武康街道）县令、钱塘（今浙江省杭州市）县令，都有很好有能力的名声，以吏才见知。刘宋之世著称的县官，以北地傅僧祐、颍川陈珉、高平张祐三人为首。